# Grupo Desportivo Interclube de Angola
Maillots
Le Grupo Desportivo Interclube de Angola, aussi appelé Interclube ou Inter Luanda est un club omnisports angolais basé à Luanda.

## Football

### Histoire
Fondé en 1953, l'Inter de Luanda remporte son premier titre, la Taça Angola, en 1986.
En 2005, le club termine à la 9e place de la Girobola, la première division angolaise. Cette même année, il atteint également la finale de la Taça Angola, battu 1-0 par l'Atletico Sport Aviação.
Deux joueurs de l'Inter ont été sélectionnés en équipe nationale angolaise lors de sa première participation à la Coupe du monde 2006 en Allemagne : Miloy et Mário.
Carlos Mozer, l'ancien joueur marseillais, est l'entraîneur de ce club de 2006 à avril 2008.

### Palmarès
- Championnat d'Angola (2)
  - Champion : 2007, 2010
  - Vice Champion : 1984, 1985, 1986

- Coupe d'Angola (3) 
  - Vainqueur : 1986, 2003, 2011
  - Finaliste : 1985, 1989, 2000, 2005, 2010, 2021

- Supercoupe d'Angola de football (4)
  - Vainqueur : 1986, 2001, 2008, 2012
  - Finaliste : 2004, 2011

- Coupe d'Afrique des vainqueurs de coupe de football
  - Finaliste : 2001

## Basket-ball

### Hommes
- Coupe d'Afrique des clubs champions de basket-ball
  - Finaliste : 2005

### Femmes
- Coupe d'Afrique féminine des clubs champions de basket-ball
  - Vainqueur : 2010, 2011, 2013, 2014, 2016
  - Finaliste : 2012, 2015, 2018 et 2019